# Loe van Belle
Loe van Belle (* 24. ledna 2002) je nizozemský profesionální silniční cyklista jezdící za UCI WorldTeam Visma–Lease a Bike.

## Hlavní výsledky

### Silniční cyklistika
2019
vítěz Kleeberg Challenge
2. místo Pijl van Heeelerheide
2. místo Omloop der Vlaamse Gewesten
3. místo Omloop van Schijndel
8. místo Rund um Düren
Oberösterreich Juniorenrundfahrt
9. místo celkově
9. místo Nokere Koerse Juniors
SPIE Internationale Juniorendriedaagse
10. místo celkově
Acht van Bladel
10. místo celkově
10. místo Kuurne–Brusel–Kuurne Juniors
2020
Národní šampionát
 vítěz časovky juniorů
9. místo Sint-Maria Lierde
2021
Tour du Pays de Montbéliard
vítěz 2. etapy
Tour Alsace
vítěz prologu (TTT)
Flanders Tomorrow Tour
5. místo celkově
 vítěz sprinterské soutěže
vítěz 1. etapy
10. místo Coppa della Pace
2022
Národní šampionát
2. místo silniční závod do 23 let
Tour de Bretagne
9. místo celkově
Tour de l'Avenir
9. místo celkově
vítěz prologu (TTT)
2023
3. místo Giro del Belvedere
3. místo Ster van Zwolle

### Dráhová cyklistika
2019
Národní juniorský šampionát
 vítěz omnia
 vítěz individuální stíhačky
2. místo bodovací závod
3. místo týmová stíhačka
2020
Mistrovství Evropy juniorů
 vítěz scratche
 vítěz omnia